# Przystanek Alaska
Przystanek Alaska (tytuł oryginalny Northern Exposure) – amerykański serial telewizyjny wyprodukowany przez telewizję CBS, wyświetlany w USA w latach 1990–1995, autorstwa Joshuy Branda i Johna Falseya. Łącznie powstało 6 serii (sezonów) serialu, na które składa się 110 odcinków. W Polsce nie tylko zyskał wielką popularność, ale i obrósł pewnym kultem. Serial zdobył liczne nagrody branżowe.
Serial operuje absurdalnym humorem, obficie występują motywy oniryczne. Stanowi on jeden z nielicznych przykładów adaptacji założeń realizmu magicznego w filmie.

## Fabuła
Akcja serialu rozgrywa się w liczącym 839 mieszkańców fikcyjnym miasteczku Cicely na Alasce. Głównym bohaterem jest młody lekarz dr Joel Fleischman, który przybywa na Alaskę, aby odpracować studia medyczne. Jego nowoczesne nowojorskie spojrzenie na świat zderza się z naturalnym, swobodnym sposobem życia mieszkańców Cicely.

## Obsada
Obsada opracowana na podstawie materiału źródłowego:

- Rob Morrow – doktor Joel Fleischman
- Janine Turner – Maggie O’Connell
- Barry Corbin – Maurice Minnifield
- John Corbett – Chris Stevens
- Darren E. Burrows – Ed Chigliak
- John Cullum – Holling Vincoeur
- Cynthia Geary – Shelly Tambo
- Elaine Miles – Marilyn Whirlwind
- Peg Phillips – Ruth-Anne Miller
- Moultrie Patten – Walt Kupfer
- Paul Provenza – dr Phillip Capra (1994-1995)
- Teri Polo – Michelle Schowdoski Capra (1994-1995)
- William J. White – kucharz Dave (1991-1995)
- Anthony Edwards – Mike Monroe
- Adam Arkin – Adam
- Valerie Mahaffey – Ewa
- James L. Dunn – Hayden Keyes
- Earl Quewezance – Eugene
- Richard Cummings Jr. – Bernard Stevens
- Diane Delano – policjantka Barbara Semanski
- Graham Greene – Leonard Quinhagak
- Floyd Red Crow Westerman – Ten Który Czeka

W epizodach wystąpili m.in.: Joanna Cassidy, Adam Ant, David Hemmings, Peter Bogdanovich, Valerie Perrine, John Billingsley.

## Postacie
Lista najważniejszych postaci w serialu, opracowana na podstawie materiałów źródłowych:
- Joel Fleischman (grany przez Roba Morrowa) – pochodzący z Nowego Jorku młody lekarz, który w Cicely odpracowuje czesne za studia.
- Maggie O’Connell (grana przez Janine Turner) –  główna postać kobieca, pracuje jako pilot samolotu dostarczającego do Cicely pocztę, w kolejnych sezonach związana z kilkoma męskimi protagonistami.
- Maurice Minnifield (grany przez Barry’ego Corbina) – były kosmonauta, lokalny biznesmen, najbogatszy mieszkaniec miasta.
- Chris Stevens, znany jako Chris o poranku (grany przez Johna Corbetta) – disk jockey pracujący w należącym do Minnifielda lokalnym radiu KBHR 570 AM.
- Ed Chigliak (grany przez Darrena E. Burrowsa) – młody półkrwi Indianin, pracujący dla Minnifielda i Ruth-Anne, początkujący reżyser filmowy.
- Holling Vincoeur (grany przez Johna Culluma) – pochodzący z Kanady właściciel lokalnej restauracji Brick.
- Shelly Tambo (grana przez Cynthię Geary) – młodziutka kochanka Hollinga, pomagająca mu w prowadzeniu restauracji.
- Ruth-Anne Miller (grana przez Peg Phillips) – właścicielka sklepu.
- Marilyn Whirlwind (grana przez Elaine Miles) – Indianka, recepcjonistka w przychodni Joela Fleischmana.

## Produkcja
Serial kręcony był w Roslyn w hrabstwie Kittitas w stanie Waszyngton oraz w Talkeetna w okręgu Matanuska-Susitna na Alasce.

## Nagrody i nominacje
Lista wybranych nagród i nominacji, jakie otrzymał serial, przygotowana w oparciu o materiały źródłowe.

### Nagrody
- Złoty Glob 1992: Najlepszy serial dramatyczny
- Złoty Glob 1993: Najlepszy serial dramatyczny
- Emmy 1992: Najlepszy serial dramatyczny
- Emmy 1994: Najlepszy montaż dźwięku w serialu
- DGA – nagroda Amerykańskiej Gildii Reżyserów Filmowych 1993: Najlepsze osiągnięcie reżyserskie w serialu dramatycznym wyświetlanym wieczorem
- Nagroda Eddie (Amerykańskiego Stowarzyszenia Montażystów) 1994: Najlepszy montaż godzinnego serialu telewizyjnego

### Nominacje

#### Złoty Glob
- 1992
  - Najlepsza aktorka w serialu dramatycznym: Janine Turner
  - Najlepszy aktor w serialu dramatycznym: Rob Morrow
- 1993
  - Najlepsza aktorka w serialu dramatycznym: Janine Turner
  - Najlepszy aktor w serialu dramatycznym: Rob Morrow
  - Najlepszy aktor drugoplanowy w serialu, miniserialu lub filmie telewizyjnym: John Corbett
- 1994: 
  - Najlepszy serial dramatyczny
  - Najlepsza aktorka w serialu dramatycznym: Janine Turner
  - Najlepszy aktor w serialu dramatycznym: Rob Morrow

#### Emmy
- 1991
  - Najlepszy serial dramatyczny
  - Najlepszy scenariusz serialu dramatycznego za odcinek pilotażowy
- 1992
  - Najlepszy aktor w serialu dramatycznym: Rob Morrow
  - Najlepsza aktorka drugoplanowa w serialu dramatycznym: Cynthia Geary
  - Najlepszy aktor drugoplanowy w serialu dramatycznym: John Corbett
  - Najlepsza aktorka drugoplanowa w serialu dramatycznym: Valerie Mahaffey
  - Najlepsza reżyseria serialu dramatycznego za odcinek „Seoul Mates”
  - Najlepszy scenariusz serialu dramatycznego za odcinek „Seoul Mates”
  - Najlepszy scenariusz serialu dramatycznego za odcinek „Burning Down The House”
  - Najlepszy scenariusz serialu dramatycznego za odcinek „Democracy In America”
  - Najlepsza charakteryzacja w serialu (naturalna)
  - Najlepszy montaż serialu komediowego kręconego przy użyciu jednej kamery
  - Najlepszy montaż serialu dramatycznego kręconego przy użyciu jednej kamery
- 1993
  - Najlepszy serial dramatyczny
  - Najlepszy aktor w serialu dramatycznym: Rob Morrow
  - Najlepsza aktorka w serialu dramatycznym: Janine Turner
  - Najlepsza aktorka drugoplanowa w serialu dramatycznym: Cynthia Geary
  - Najlepsza aktorka drugoplanowa w serialu dramatycznym: Peg Phillips
  - Najlepszy aktor drugoplanowy w serialu dramatycznym: Barry Corbin
  - Najlepszy aktor drugoplanowy w serialu dramatycznym: John Cullum
  - Najlepszy gościnny występ w serialu dramatycznym: Bibi Besch
  - Najlepszy gościnny występ w serialu dramatycznym: Adam Arkin
  - Najlepsze zdjęcia w serialu kręconym przy użyciu jednej kamery
  - Najlepszy montaż dźwięku w serialu
  - Najlepszy montaż serialu dramatycznego kręconego przy użyciu jednej kamery
  - Najlepszy scenariusz serialu dramatycznego za odcinek „Kaddish for Uncle Manny”
  - Najlepszy scenariusz serialu dramatycznego za odcinek „Midnight Sun”
- 1994
  - Najlepszy serial dramatyczny
  - Najlepszy aktor drugoplanowy w serialu dramatycznym: Barry Corbin

## Przystanek Alaska w Polsce
Serial jako pierwszy emitował kanał drugi Telewizji Polskiej, gdzie zdobył bardzo dużą popularność. Serial zadebiutował na ekranie 2 lipca 1993. W kolejnych latach serial pojawił się na antenach TVN i TVN 7, od 4 listopada 2008 r. serial był emitowany przez stację Comedy Central, a od 14 stycznia 2012 do 19 maja 2012 przez stację TVP Seriale.
Polski tytuł serialu miał wpływ na powstanie nazw Przystanek Woodstock – festiwalu muzycznego oraz Przystanek Olecko – cyklu spotkań artystycznych, ekologicznych i integracyjnych, odbywających się od 1994 w Olecku.